# Purba Sinombah
Purba Sinombah is een bestuurslaag in het regentschap Simalungun van de provincie Noord-Sumatra, Indonesië. Purba Sinombah telt 758 inwoners (volkstelling 2010).